# Santa Maria Maddalena (Palermo)

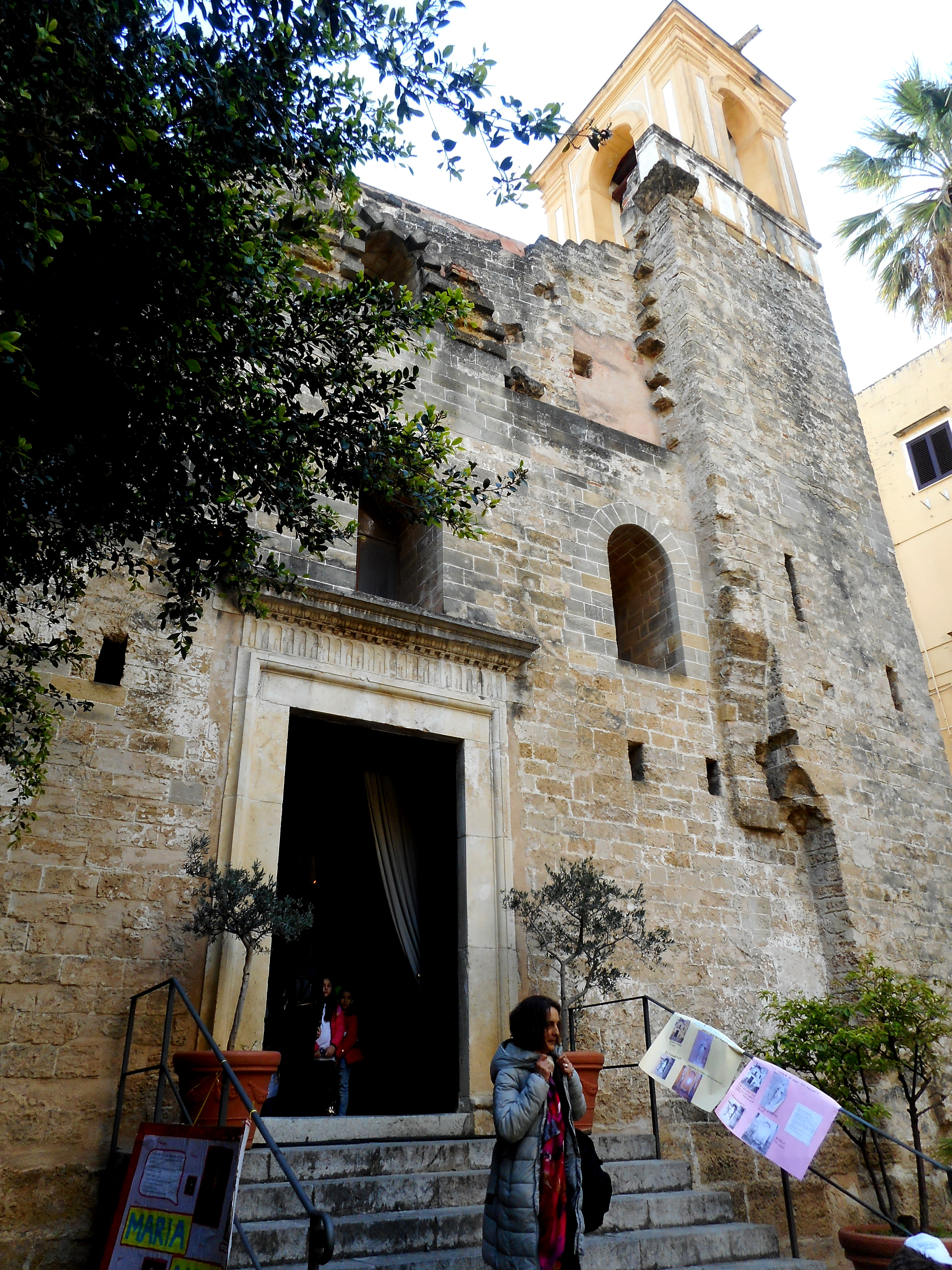
Fassade

Santa Maria Maddalena ist ein römisch-katholisches Kirchengebäude in Palermo und liegt im Militärviertel San Giacomo.

## Lage
Unter dem Namen Santa Maria Maddalena von Xalca oder Alga, wurde die Kirche im befestigten Gebiet westlich der Stadt erbaut, das als Galka (von 'al-Halqah' - Einfriedung) bezeichnet wurde. Hier stand die Zitadelle mit Mauern aus phönizischer Zeit, die vom Kasr, dem späteren Normannenpalast, überragt wurde.
Mit der langsamen Transformation der „Galka“ und der Verbindung mit dem restlichen Stadtgebiet wurde die Kirche Teil des Militärviertels San Giacomo. Das Gebiet erstreckt sich vom Cassaro bis zum damaligen Fluss Papireto und wurde ab 1622 von den auf Sizilien stationierten spanischen Truppen benutzt, was diesem Viertel auch die Bezeichnung „quartiere degli spagnoli“ gegeben hat.
Die Kirche und das Franziskanerkloster aus dem 17. Jahrhundert liegen im Bereich zum Corso Vittorio Emanuele in der Nähe der Porta Nuova.

## Geschichte

### Normannenzeit

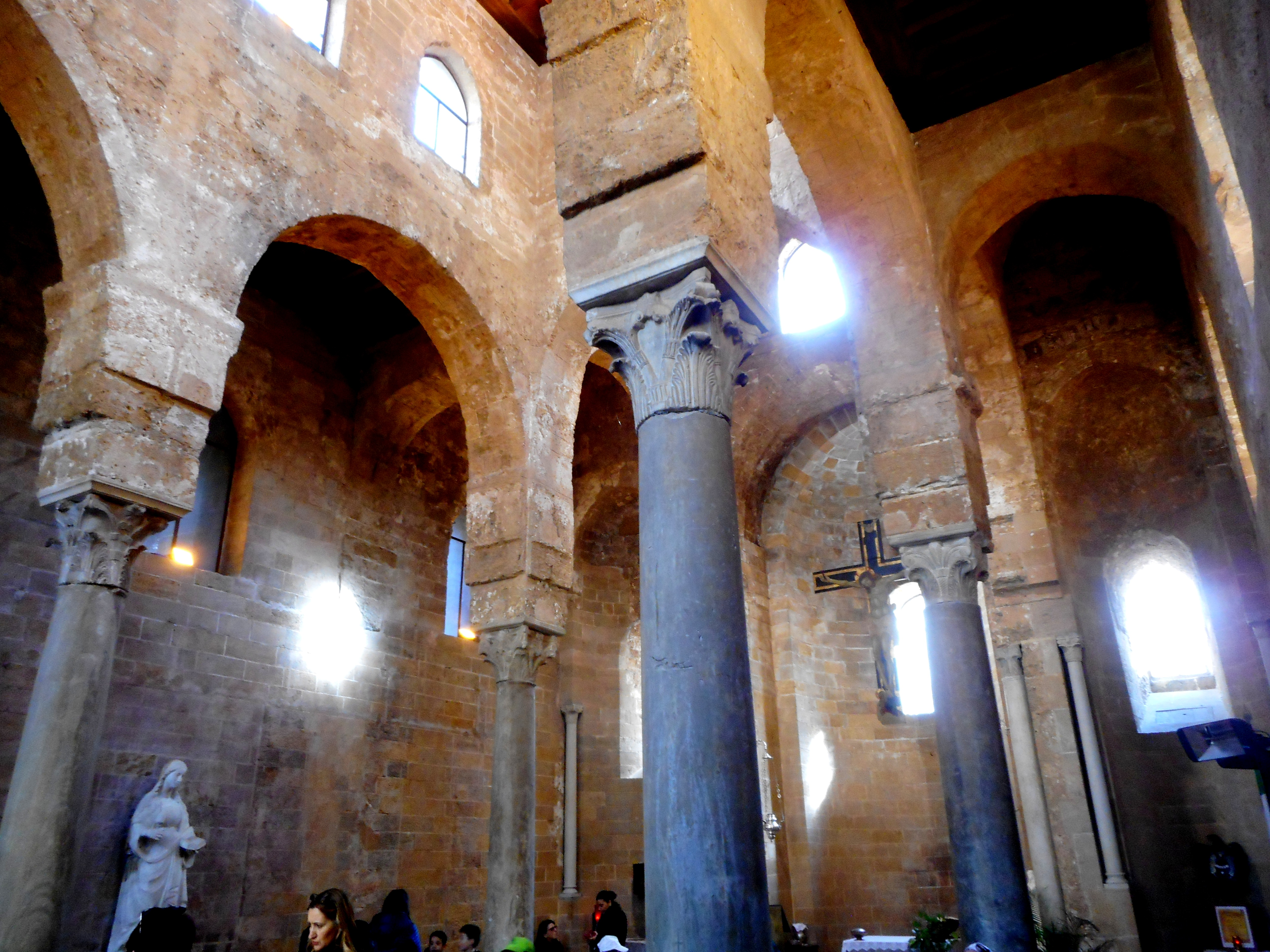
Innenraum

Seit 1130 gab es eine ältere, Maria Magdalena geweihte Kapelle, die von Elvira von Kastilien, der ersten Frau Rogers II. von Sizilien, erbaut worden war, um ihre sterblichen Überreste und die der normannischen Grafen, Herzöge, Prinzen, Könige und Königinnen beizusetzen. Die Kapelle grenzte an die Südseite der ursprünglichen Kathedrale, die 592 von Bischof Victor erbaut worden war, und lag ungefähr gegenüber der Krönungskapelle.
1187 wurde die Kapelle durch Erzbischof Walter von Palermo mit Erlaubnis von Wilhelm II. abgerissen. Das Projekt war mit dem Umbau der Kathedrale verbunden und zielte darauf ab, die Kapelle etwas weiter entfernt wieder aufzubauen, wobei wahrscheinlich ihre Form dupliziert und ein Großteil des übrig gebliebenen Materials verwendet wurde. Nach Abschluss der Bauarbeiten wurden die Grabstellen der normannischen Fürsten vorübergehend in die Kapelle verlegt, bis sie in die fertiggestellte Kathedrale überführt wurden, die als permanente Grablege geplant war.
Wilhelm I. von Sizilien, der bereits in der Krypta der Cappella Palatina begraben war, seine Frau Margarete von Navarra und ihre Kinder, Roger IV., Herzog von Apulien, Robert, Prinz von Capua, Heinrich, Prinz von Capua, und Wilhelm II. von Sizilien selbst wurden nach Abschluss der Arbeiten in den gleichzeitigen Bau der Kathedrale von Monreale verlegt oder dort begraben.
Schon seit ihrer Gründung war die Kirche Suffragan der Cappella Palatina und genoss ein durch von Roger II. verliehenes königliches Privileg.

### Aragonesische Zeit
Im Jahr 1382 wurde in der Kirche die Congregazione di Santa Maria Maddalena gegründet.

### Spanische Herrschaft
Am 5. Juli 1608 ging das Gebäude in den Besitz des Franziskanerordens über, die es durch eine Petition an den Vizekönig von Sizilien, Don Juan Manuel Fernández Pacheco, Marquis von Vigliena, Herzog von Escalona, erhielten.
Im Jahr 1622 ließ der Vizekönig von Sizilien Emanuel Philibert von Savoyen das Viertel und das Hospital San Giacomo errichten. Das Gebiet umfasste neben den militärischen Gebäuden drei Gotteshäuser: die Kirche Santa Maria Maddalena aus der Normannenzeit, die Kirche San Giacomo dei Militari von 1482 und die Kirche San Paolo d'Alga am Piano di San Paolo von 1312.
Der Vizekönig von Sizilien, Kardinal Teodoro Trivulzio, zwang die Gläubigen im Jahr 1648 die Kirche  aufzugeben und übertrug ihnen dafür die Kirche der Heiligen Cosmas und Damian.
Der Komplex, der zur Verteidigung des Normannenpalasts und der zur Paläopolis gehörenden Gebäude diente, wurde 1650 vom Vizekönig von Sizilien Juan de Austria weiter eingefriedet. Zwei Tore ermöglichten den Zugang zum Exerzierplatz: eines auf dem Cassaro gegenüber den Wällen des Palastes, das andere in Richtung Osten.

### Gegenwart
Die Kirche wurde 1891 zum Nationaldenkmal erklärt.
Das Militärviertel von San Giacomo ist nicht leicht zugänglich, die Kirche ist von außen nicht sichtbar und daher nur zu besonderen Anlässen zu besichtigen.

## Kunstwerke

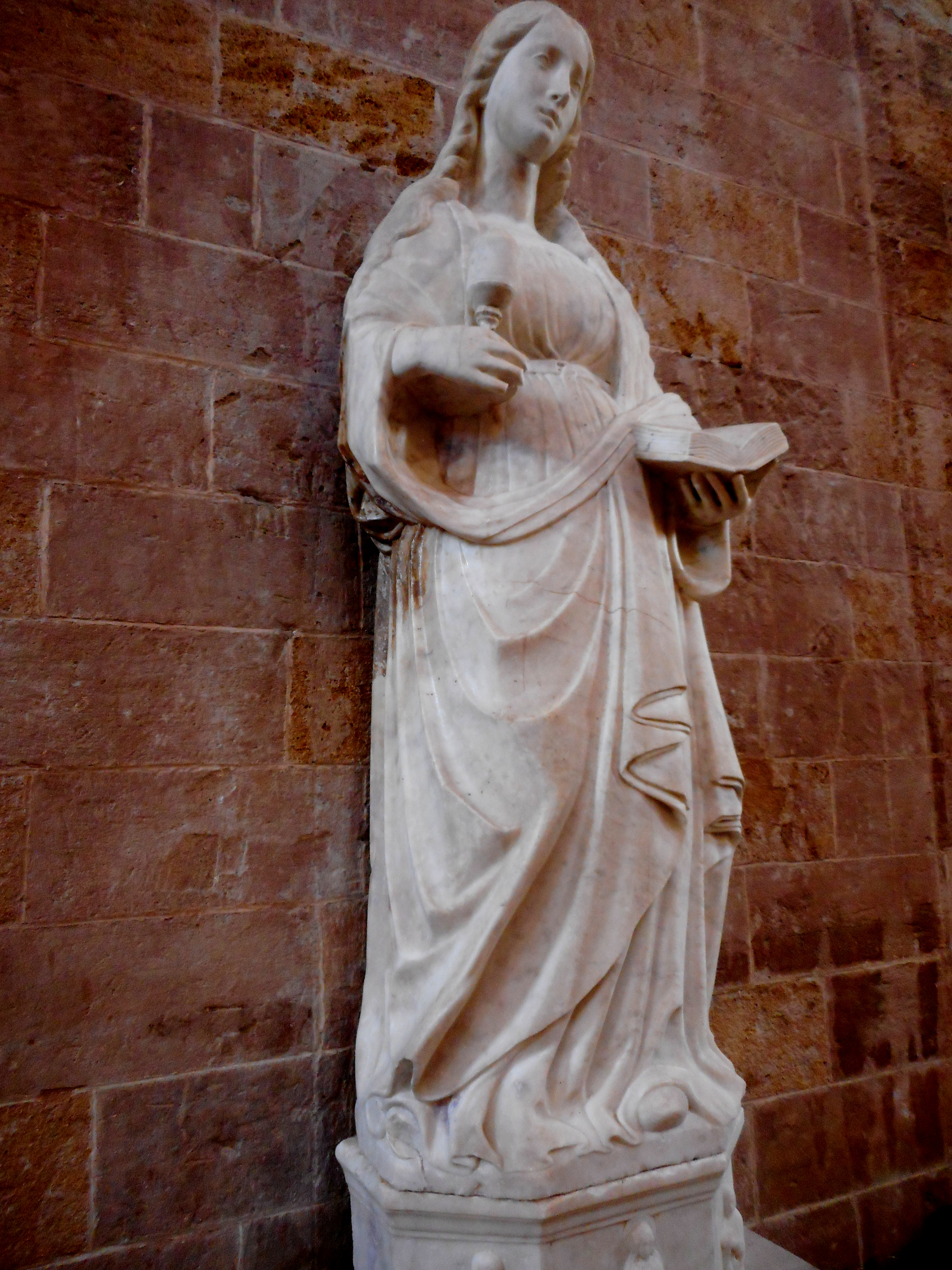
Statue der Maria Magdalena

- Eine Marmorstatue der Maria Magdalena aus der Gagini-Werkstatt, die sich ursprünglich an der Außenseite der Kirche befand und nun im Inneren steht.[6]
- Das Renaissanceportal[6]